# Maryluz Schloeter Paredes
Maryluz (Maria Luz) Schloeter Paredes (Mérida, 5 agosto 1932) è una diplomatica venezuelana che ha lavorato per molti anni con i rifugiati nel suo paese natale, il Venezuela, e successivamente in diversi dipartimenti dell'Alto Commissariato delle Nazioni Unite per i Rifugiati (UNHCR).
È stata la vincitrice nel 1980 del Nansen Refugee Award, che viene assegnato ogni anno dal 1954 dall'UNHCR per l'eccellenza nel lavoro a favore dei rifugiati. È stato proprio il suo lavoro con i bambini rifugiati presso il Centro Comunitario Catia a Caracas che l'ha portata alla nomina per il Premio Nansen e in particolare per il suo ruolo di direttrice generale della sezione venezuelana dell' "International Social Service" (ISS), una ONG che ha assistito migliaia di rifugiati provenienti da Paesi europei e latinoamericani.

## Formazione scolastica
Schloeter ha studiato all'Università Centrale del Venezuela dal 1952 al 1956. Ha continuato i suoi studi presso l'Università del Wisconsin negli Stati Uniti dal 1956 al 1957, dove ha conseguito un Master in Sociologia e Antropologia, e presso l'Università Complutense di Madrid, in Spagna, dal 1957 al 1958. In seguito ha conseguito un Master in Salute Pubblica presso l'Università Centrale nel 1971.

## Incarichi
- Vicedirettrice, Divisione Relazioni Esterne, Alto Commissario delle Nazioni Unite per i Rifugiati, Centro William Rappard, Ginevra, Svizzera 1990
- Capo del sottoufficio, Alto Commissario delle Nazioni Unite per i rifugiati, Karachi, Pakistan, 1988-1990.
- Consulente Speciale per le Donne Rifugiate del Vice Alto Commissario UNHCR, 1988,
- Capo, Sezione Servizi Sociali, Divisione Assistenza, 1984-1987, Alto Commissario delle Nazioni Unite per i Rifugiati, Ginevra.
- Direttrice Generale, Sezione Venezuelana, Servizio Sociale Internazionale, 1974-1984.
- Professoressa, Fey of Economic & Social Sciences, Universidad Central de Venezuela, 1974-1984.
- Capo della Divisione Urbana, Divisione degli Affari Sociali, Ministero della Salute e dell'Assistenza Sociale, Venezuela, 1970-1974.
- Senior Officer, Fundasocial, Caracas, Venezuela, 1970.